# Chiricahua
Chiricahua é um grupo de Apaches nativos americanos. Com base nas planícies do sul e sudoeste dos Estados Unidos, os Chiricahua (Tsokanende) estão relacionados a outros grupos Apache: Ndendahe (Mogollon, Carrizaleño), Tchihende (Mimbreño), Sehende (Mescalero), Lipan, Salinero, Plains e Western Apache. Chiricahua historicamente compartilhou uma área comum, língua, costumes e relações familiares entrelaçadas com seus companheiros Apaches. Na época do contato europeu, eles tinham um território de 15 milhões de acres (61 000 km2) no sudoeste do Novo México e sudeste do Arizona nos Estados Unidos e no norte de Sonora e Chihuahua no México.
Hoje os Chiricahua estão inscritos em três tribos reconhecidas pelo governo federal nos Estados Unidos: a tribo Apache de Fort Sill, localizada perto de Apache, Oklahoma, com uma pequena reserva nos arredores de Deming, Novo México; a Tribo Mescalero Apache da Reserva Mescalero perto de Ruidoso, Novo México; e a tribo Apache de San Carlos no sudeste do Arizona.

## Bandas
Na cultura Chiricahua, a "banda" como unidade era muito mais importante do que o conceito americano ou europeu de "tribo".

## Nome
Os Chiricahua não tinham nome para si mesmos (autônimo) como povo. O nome Chiricahua é provavelmente a tradução espanhola da palavra Opata Chihuicahui ou Chiguicagui ('montanha do peru selvagem') para as Montanhas Chiricahua, mais tarde transformada em Chiricahui/Chiricahua.